# کاپلیا، عروسک متحرک
کاپلیا، عروسک متحرک (فرانسوی: Coppelia ou la Poupée animée‎) عنوان فیلم کوتاه و صامت فرانسوی است که در سال ۱۹۰۰ ساخته شد. کارگردان این فیلم ژرژ ملی‌یس است. شرکت سازنده این فیلم سیاه و سفید، «استار فیلم کمپانی» می‌باشد. موضوع فیلم از داستان کاپلیا نوشته لئو دلیب اقتباس شده است.